# Нікель-вмісна супероксиддисмутаза
Нікель-вмісна супероксиддисмутаза (Ni-СОД) — металопротеїн що, як і інші супероксиддисмутази, захищає клітини від окисного пошкодження каталізуючи диспропорціонування цитотоксичного супероксидного радикалу (O2-) до перекису водню і молекулярного кисню. Супероксидний радикал є активною формою кисню, що уворюється у великих кількостях в процесі фотосинтезу і аеробного клітинного дихання. Рівняння реакції диспропорціонування супероксид-аніона показано нижче:
{\displaystyle {\rm {2O_{2}^{-}+2H^{+}{\xrightarrow {Nickel\ Superoxide\ Dismutase}}H_{2}O_{2}+O_{2}}}}
Ni-СОД було вперше виділено в 1996 році з бактерій Streptomyces і здебільшого знайдені в прокаріотів. З тих пір вона спостерігалася в ціанобактерій і ряду інших водяних мікробів. Ni-СОД є гомогексамером, а це означає, що він має шість ідентичних субодиниць. Кожна субодиниця має один нікель-вмісний активний центр. Механізм диспропорціонування включає в себе цикл окислення-відновлення, де одне перенесення електрона каталізується Ni2+/Ni3+ окисно-відновною парою. Константа швидкості реакції Ni-СОД близька до тієї величини, яка притаманна дифузійним процесам.

## Структура

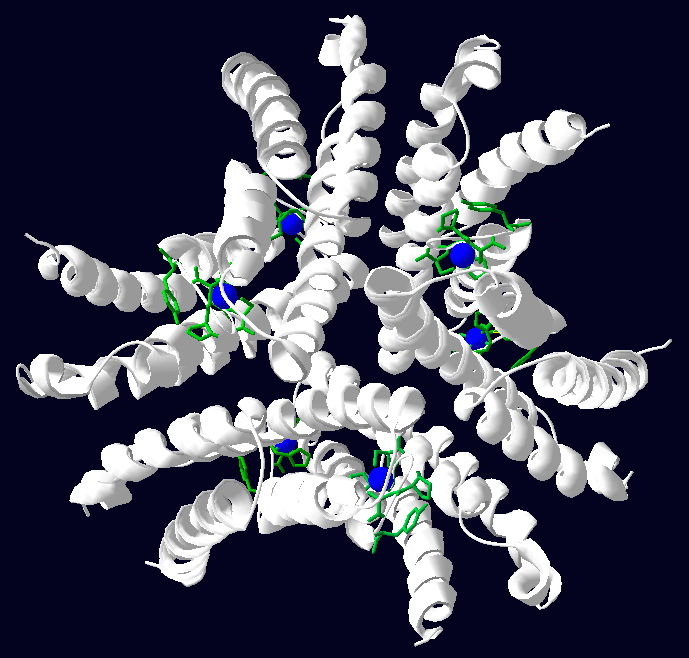
Змодельована програмою Swiss PDB Viewer тривимірна структура Ni-СОД з нікелевими кофакторами, що показані синім кольором та нікель-зв'язуючими гаками, які показані зеленим кольором. Шість активних центрів розміщені в нікель-зв'язуючих гаках

Ni-СОД є глобулярним білком і має форму порожнистої сфери. Це гомогексамер, а це означає, що він має шість ідентичних субодиниць. Кожна субодиниця являє собою структуру з чотирьох правих альфа-спіралей і має молекулярну масу 13,4 кДа (117 амінокислотних залишків).. Шість іонів нікелю є кофакторами (по одному для кожної із субодиниць). Субодиниці також мають гідрофобний кор, що потрібний для їх правильного згортання. Кор складається з 17 аліфатичних амінокислотних залишків.

### Нікель-зв'язуючий гак
Цікаво відзначити, що всі амінокислотні залишки, що залучені до каталізу та зв'язування іона нікелю розташовані в межах перших шести залишків від N-кінця кожної субодиниці. Цей регіон має вигнуту і невпорядковану форму за відсутності іона нікелю, тому його називають "нікель-зв'язуючий гак". Після зв'язуння нікелю  цей мотив набуває дуже впорядковану структуру і утворює активний центр. Нікель-зв'язуючий гак складається з консервативної послідовності  H2N-His-Cys-X-X-Pro-Cys-Gly-X-Tyr (де Х може бути будь-яким амінокислотним залишком, тобто положення не зберігається). Проліновий залишок в положенні 5 створює різкий поворот, надаючи цьому регіону форму гака. His-1, Cys-2, Cys-6 і N-кінець фіксують нікелевий кофактор. Після зв'язування іона нікелю, формується впорядкована структура нікель-зв'язуючий гак, що стабілізується за рахунок утворення водневих зв'язків з амінокислотними залишками на стику двох різних субодиниць.

## Активний центр

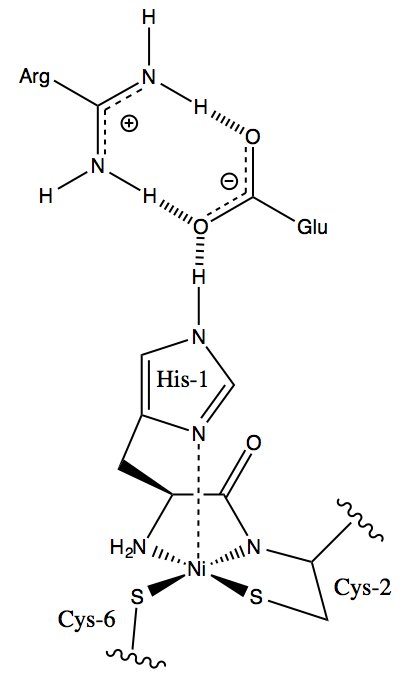
Активний центр нікель-вмісної супероксиддисмутази.

Шість активних центрів розташовані в нікель-зв'язуючому гаку кожної субодиниці . Активний центр, як і решта нікель-зв'язуючого гаку, невпорядкована в нікель-незв'язаному стані.

### Ліганди
Ni-СОД володіє унікальним набором лігандів, це єдина супероксиддисмутаза, що має інші ліганди, окрім гістидину, аспартату або води. Амінокислотні залишки, які утворюють нікелеві кофактори-ліганди є цистеїн-2, цистеїн-6 та гістидин-1. Екваторіальні ліганди включають тіолати цистеїну-2 і цистеїну-6, а також депротонований каркасні атоми нітрогену аміду та N-кінцевого аміну. Це один з небагатьох прикладів каркасної амідної групи, що діє як метал-ліганд в білку. Нітроген з гістидину 1 діє як аксіальний ліганд.
Тіолати-ліганди є ключовими, вони регулюють окисно-відновний потенціал нікелевого кофактора при диспропорціонуванні супероксиду. Проте, сірко-нікелеві зв'язки повинні бути дуже чутливими до окисного пошкодження. Зважаючи на те, що Ni-СОД здійснює диспропорціонування активних форм кисню, а продуктом реакції є перекис водню, то цистеїн як ліганд здається поганим вибором. Цілком можливо, що каркасний амідний і амінокінцевий ліганди використовуються для захисту сірко-нікелевих зв'язків від окисного пошкодження. Іншим можливим поясненням цього є те, що сірко-нікелеві зв'язки просто ніколи не вступають в безпосередній контакт з O2- або перекисом водню.

### Координаційна геометрія нікелевого кофактора
В окисленого ферменту координаційна геометрія нікелю (III) характеризується пірамідальним розташуванням донорних атомів. Проте, чи є атом нітрогену з гістидину 1 аксіальним лігандом досі невідомо. Якщо гістидин не є лігандом у відновленому ферменті, то кофактор нікель (II) матиме планарне розташування донорних атомів. Однак, His-1 може залишатися на місці протягом усього окисно-відновного циклу, а це означає, що нікелевий кофактор завжди буде мати пірамідальне з квадратом в основі розташування донорних атомів. His-1 утримується на місці над нікелевим кофактором в щільній мережі водневих зв'язків із залишками глутамату та аргініну.

## Механізм реакції
Механізм реакції, що каталізують нікель-вмісні супероксиддисмутази є аналогом високоефективного механізму "пінг-понг" мідно-цинкової супероксиддисмутази, де O2- послідовно відновлює і окисляє нікелевий кофактор. Є дві окремі стадії переносу електрона, які каталізує нікелевий кофактор. Рівняння реакції цих стадій показано нижче:
1. {\displaystyle {\rm {2O_{2}^{-}+Ni(III)SOD{\xrightarrow {}}Ni(II)SOD+O_{2}}}}
2. {\displaystyle {\rm {2O_{2}^{-}+2H^{+}+Ni(II)SOD{\xrightarrow {}}H_{2}O_{2}+Ni(III)SOD}}}

Є кілька аспектів механізму диспропорціонування, що до сих пір незрозумілі. Наприклад, джерело H+ та механізм переносу як і раніше туманні. H+, швидше за все, надається в активному центрі субстратом, а це означає, що супероксид входить у фермент в його протонованій формі (HO2). Диспропорціонування, швидше за все, каталізується у другій координаційній сфері, але механізм перенесення електронів до сих пір обговорюється. Цілком можливо, що має місце  тунельний ефект. Нікель-вмісна супероксиддисмутаза є неймовірно ефективним ферментом, що вказує дуже швидкий окисно-відновний механізм. Це означає, що великі структурні перебудови або драматичні зміни в координаційній сфері навряд чи будуть брати участь в каталітичному механізмі.

## Поширеність
Нікель-вмісна супероксиддисмутаза в основному присутня в бактерій. Серед еукаріот нікель-вмісна супероксиддисмутаза знайдена лише в цитоплазмі ряду зелених водоростей. Ni-СОД був вперше виділений з бактерій Streptomyces, які переважно знаходяться в ґрунті. Нікель-вмісна супероксиддисмутаза Streptomyces є найбільш інтенсивно вивченою супероксиддисмутазою на сьогоднішній день. Ці ферменти, як в даний час відомо, існують в ряді інших прокаріотів, в тому числі ціанобактеріях і кількох видах актиноміцетів. Деякі з видів актиноміцетів, також містять нікель-вмісну супероксиддисмутазу  Micromonospora rosia, Microtetraspora glauca та Kitasatospora griseola
. Ni-СОД не було знайдено в археїв
.

## Регуляція
Нікель є основним регулюючим фактором експресії Ni-СОД. Підвищена концентрація нікелю в цитозолі збільшує експресію гену sodN, який кодує Ni-СОД в Streptomyces. При відсутності нікелю sodN не транскрибується, вказуючи на позитивну регуляцію експресію Ni-СОД нікелем. Згортання ферменту також залежить від присутності нікелю в цитоплазмі. Як уже згадувалося вище, нікель-зв'язуючий гак невпорядкований за відсутності нвкелю.
Нікель також діє як негативний регултор, пригнічуючи транскрипцію інших супероксиддисмутаз. Зокрема, експресія  залізо-вмісної супероксиддисмутази (Fe-СОД) пригнічується нікелем в Streptomyces coelicolor. Прикладом квінтесенцієї такого негативного регулювання є Nur (нікель-зв'язуючий репресор).  За присутності нікелю Nur зв'язується з промотором sodF, зупиняючи експресію залізо-вмісної супероксиддисмутази.